# Gillian Rolton
Gillian Rolton (Adelaide, 1956. május 3. – Adelaide, 2017. november 18.) olimpiai bajnok ausztrál lovas.
Az 1992-es barcelonai olimpián lovastusa csapatversenyben David Greennel, Andrew Hoy-jal és Matthew Ryannel olimpiai bajnok lett. Négy év múlva az atlantai olimpián Wendy Schaefferrel, Andrew Hoy-jal és Phillip Duttonnal megvédték olimpiai bajnoki címüket. Gillian Rolton mindkét alkalommal Peppermint Grove nevű lovával versenyzett.

## Sikerei, díjai
- Olimpiai játékok – lovastusa csapat
  - aranyérmes: 1992, Barcelona, 1996, Atlanta